# Agallia serrana
Agallia serrana är en insektsart som beskrevs av Mitjaev 1969. Agallia serrana ingår i släktet Agallia och familjen dvärgstritar. Inga underarter finns listade i Catalogue of Life.